# Gordon (Nebraska)
Gordon – miasto w Stanach Zjednoczonych, w stanie Nebraska, w hrabstwie Sheridan.